# Blanco Encalada (nagycirkáló)
A Blanco Encalada nagycirkáló Angliában épült chilei megrendelésre. Nevét az 1818-ban megalakult chilei haditengerészet első parancsnokáról kapta. A hajó hasonlított a chilei megrendelésre készült Buenos Aires és a brazil Barroso cirkálókhoz. A széntüzelésű gőzgéppel (3 expanziós gőzgép, 4 kazán, 2 hajócsavar) hajtott hajó sebessége és fegyverzete elkészülte idején a nagycirkáló kategóriában a világ élvonalában állt.
Névelődje, egy parti páncélos 1879-ben részt vett a perui Huascar páncélos elfogásában, majd 1891-ben a chilei polgárháborúban az Almiranda Condell ágyúnaszád torpedóval elsüllyesztette.
A cirkálót az első világháború után iskolahajóvá minősítették át, majd kikötői őrhajó lett. 1950 körül selejtezték le.